# Flaga Burundi
Flaga Burundi – prostokąt przedzielony dwiema białymi przekątnymi na części o kolorach czerwonym i zielonym. W centrum biały okrąg a w nim trzy czerwone obwiedzione zielenią sześcioramienne gwiazdy symbolizujące trzy miejscowe grupy etniczne: Tutsi, Hutu i Twa oraz symbolizujące dewizę państwa, trzy słowa: Jedność Praca Postęp. Barwy flagi symbolizują: zieleń-nadzieję na przyszłość, biel-pragnienie pokoju, czerwień-walkę o wolność.
W centrum flagi Królestwa Burundi znajdowały się: sorgo i bęben, symbole władzy króla.

## Historyczne wersje flagi

Propozycja flagi Niemieckiej Afryki Wschodniej
Pierwsza flaga Burundi 1961
Flaga Burundi 1962–1966
Flaga Burundi 1966
Flaga Burundi 1966–1967
Flaga Burundi 1967–1982